# Jean-Raymond Pacho
Jean-Raymond Pacho, né le 3 janvier 1794 à Nice (département des Alpes-Maritimes sous la 1re République) et mort à Paris le 26 janvier 1829, est un explorateur qui, sous la Restauration, en 1824 et 1825, voyage dans les régions alors mal connues de la Cyrénaïque, s'enfonce dans le désert Libyque jusqu’à l’oasis d’Ajdâbiya, puis retourne en Égypte, son point de départ.

## Biographie
Né dans une famille de commerçants de la vieille ville de Nice, Jean-Raymond Pacho effectue ses études et devient peintre. En 1818, il rejoint son frère aîné établi à Alexandrie, revient à Paris en 1820 puis retourne en Égypte. Après un an d'inaction, Célestin Guyffuenet, directeur d'une fabrique appartenant au vice-roi d'Égypte, Méhémet Ali, le charge d'explorer cinq oasis du sud égyptien.
En novembre 1824, Jean-Raymond Pacho, accompagné de Frédéric Müller et d'une petite caravane, quitte Alexandrie pour explorer la côte qui sépare cette ville de la grande Syrte. Il parcourt la Marmarique et la Cyrénaïque à la recherche des traces du passé, va à la rencontre des populations dont il observe les mœurs et étudie les langues. Il note, dessine les monuments et les scènes de la vie courante, fait des relevés, recopie les inscriptions. Lorsqu'il revient au Caire en juillet 1825, il rapporte avec lui de nombreux documents. En novembre de la même année, il présente ses travaux à Paris à l'Académie des inscriptions et belles-lettres pour la partie archéologique et à la Société de géographie qui lui accorde son grand prix de 3000 francs en 1826.
Victime du vol de son prix, épuisé par son voyage, se sentant environné d'ennemis, et croyant que l'expédition anglaise de Frederick William Beechey qui a exploré les mêmes régions de 1821 à 1822 va publier leurs observations avant les siennes, il sombre dans la dépression et il se donne la mort dans la nuit du 25 au 26 janvier 1829,.

## Publication
- Relation d'un voyage dans la Marmarique, la Cyrénaïque et les oasis d'Audjelah et de Maradèh, accompagnée de cartes géographiques et topographiques et de planches présentant les monuments de ces contrées, avec Frédéric Müller, Paris, Firmin Didot, 1827-1829, deux volumes : un de texte et un atlas[3].